# 賈邁勒·夏伊摩迪
賈邁勒·夏伊摩迪（Djamel Haimoudi，1970年12月10日—），阿爾及利亞足球裁判。他於2001年起替國家頂級聯賽執法，後於2004年成為國際足協的國際裁判，得以為國際足協旗下的國際賽執法。之後，他曾2008年非洲國家盃執法。2012年，他被選為非洲足球協會的年度最佳球證。翌年，他為非洲國家盃決賽和洲際國家盃的季軍賽執法。2014年1月，他被國際足協選為2014年世界盃的執法球證之一。

## 資料來源
1. ↑  （英文） . FIFA.   [2010-03-31]. （原始内容存档于2010-05-02）.